# تقرير حالة

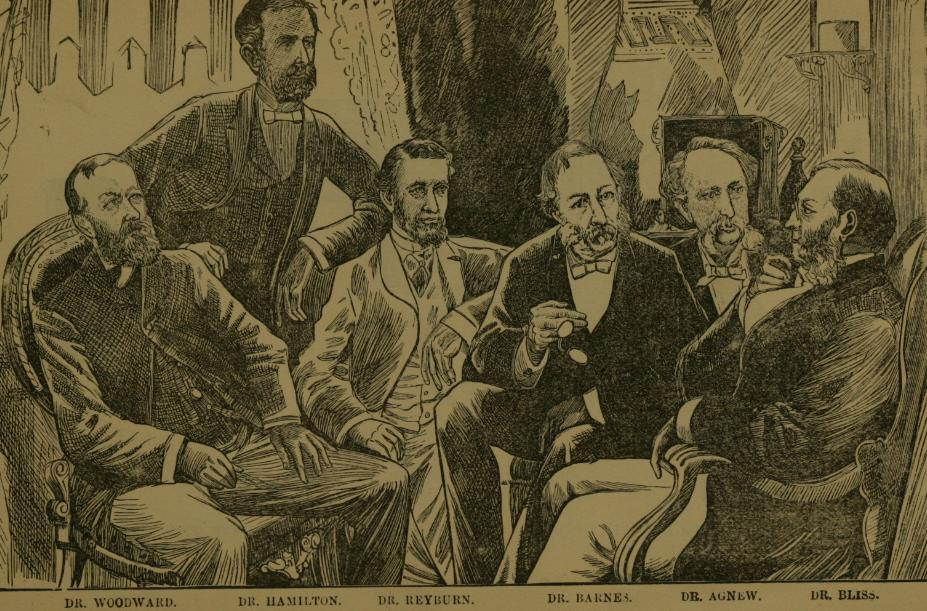

في الطب، تقرير الحالة عبارة عن تقرير مفصل عن الأعراض والعلامات وتشخيص الحالات وتتبع حالة المريض. تقرير الحالات يمكن أن يحتوي على ملف تعريف ديموجرافي للمريض، ولكنها في الغالب تصف حدث غير عادي أو جديد وبعض تقارير الحالة أيضا تحتوي على مراجعات أدبية لتقارير حالات أخرى. تعتبر تقارير الحالة رواية احترافية تقدم تعليقات حول ارشادات الممارسة السريرية وتوفر مكان – اطار عمل للاشارات المبكرة للتأثيرات الحاصلة والاحداث السلبية والتكلفة. هذه التقارير يمكن مشاركتها للاستعمالات الطبية أو العلمية أو التعليمية.

## أنواع تقارير الحالة
معظم تقارير الحالة تُكتب بسبب واحدة من هذه الأسباب:
1-   علاقة غير متوقعة بين (المريض) و (الأعراض)
2-   حدث غير متوقع في مسار مراقبة أو معالجة المريض
3-   اكتشافات يمكن أن تسرق الضوء من (طريقة تطور المرض) الممكنة لمرض معين أو لتأثير سلبي
4-   ميزات فريدة أو نادرة لمرض معين
5-   مناهج علاجية فريدة 
6- اختلاف في مواقع أو قياس الهياكل التشريحية

## القواعد المتبعة في البحث والتعليم
تقرير الحالة يصنف على أساس أنه دليل متناقل، نظرا ً للقواعد المنهجية الجوهرية – الأساسية، ويتتضمن ذللك العينات الاحصائية.
تقارير الحالة توضع في الجزء السفلي من التسلسل الهرمي للأدلة السريرية مع سلسلة الحالات، ولكن  تقارير الحالات تحتوي على أدلة مفيدة في البحوثات الطبية والطب القائم على الأدلة. وبوجهٍ خاص  تم التعرف على تركيب مرضي جديد والتأثرات السلبية للعلاج  (ومن الأمثلة على هذا الموضوع: التعرف على العلاقة التي تحدث بين «اعطاء الأم ثاليدوميد» و «التشوهات التي تحدث لأطفالهم» من خلال تقارير الحالات.
لعبت تقارير الحالات دور مهم في اليقظة الصيدلانية (شركات الأدوية والأوبئة العالمية)  تساعد التقاريرعلى فهم الطيف السريري للأمراض النادرة. إضافةً إلى تلك العروض الغير العادية للأمراض المعروفة، التقارير هذه تساعد على إنتاج الفرضيات الدراسية. الأليات المعقولة للمرض، تقارير الحالات تلعب دور في توجيه الطب الشخصي في تخصيص العلاجات في الممارسة السريرية
وقد حدد داعيمي تقارير الحالة بعض المزايا الخاصة للشكل. تتمتع تقارير الحالة والحالات المرضية بحساسية عالية للكشف عن التجديد، لذا تظل واحدة من الأحجار الأساسية للتقدم الطبي؛ يقدمون العديد من الأفكار الجديدة في المجال الطبي. في حين أن التجارب السريرية العشوائية عادة ما تفحص متغيرًا واحدًا أو متغيرات قليلة جدًا، نادرًا ما يتم عكس الصورة الكاملة لحالة طبية معقدة، يمكن لتقرير الحالة أن يفصل العديد من الجوانب المختلفة للحالة الطبية للمريض (مثل: مثل السيرة المريضية، الفحص البدني، التشخيص، الجوانب النفسية والاجتماعية....)
بسبب العادات – التقاليد،  الحالات النموذجية غير الملحوظة هي أقل الحالات المنشورة، يجب أن يأخذ استخدام تقارير الحالة كدليل علمي في النشر. تحتوي بعض تقارير الحالات أيضًا على مراجعة منهجية للأدبيات ذات الصلة بالموضوع قيد البحث (وأحيانًا مراجعة منهجية للأدلة المتاحة). يمكن تحديد التقارير التي تعتمد هذا النوع من النهج بمصطلحات مثل «تقرير حالة وعرض – مراجعة الأدبيات». يمكن اعتبار التقارير التي تحتوي على بحث نشط أوسع مثل هذا دراسات حالة في التعريف الحقيقي للمصطلح. يمكن أن تلعب تقارير الحالات أيضًا دورًا يتعلق في التعليم الطبي، مما يوفر بنية للتعلم القائم على الحالة.هناك عامل جذب خاص لتقارير الحالات هو إمكانية النشر السريع (فيما يتعلق بدراسات أكثر شمولاً مثل تجارب التحكم العشوائية)، مما يسمح لهم بالعمل كنوع من التواصل القصير السريع بين الأطباء المشغولين الذين قد لا يكون لديهم الوقت أو مراخع لإجراء بحث واسع النطاق.

## التوجيهات المُتبعة لكتابة التقارير
تُعتبر جودة التقارير العلمية لتقارير الحالة متغيرة، ويشكل اعداد التقارير دون المستوى الأمثل عائق أمام عمل تقارير الحالة لإبلاغ تصميم البحث أو المساعدة في توجيه الممارسة السريرية. I واستجابة لهذه القضايا، وهذه المشاكل والأخطاء، يجري إعداد مبادئ توجيهية لكتابة واعداد  التقارير بهدف التيسير وزيادة الشفافية والاكتمال في توفير المعلومات ذات الصلة للحالات الفردية. توجيهات وارشادات العناية (CARE) (أي CAse REport) تتضمن  قائمة مرجعية لإعداد التقارير مُدرجة في شبكة الاستيواء (EQUATOR)،  وهي مبادرة عالمية  تهدف إلى تعزيز الإبلاغ الشفاف والدقيق لدراسات البحوث الصحية لتعزيز قيمة وموثوقية أدبيات البحوث الطبية. تتضمن قائمة مكونة من 13 عنصرًا  تتعلق بالعنوان والكلمات المفتاحية  والملخص والمقدمة ومعلومات عن المريض والنتائج السريرية والجدول الزمني والتقييم التشخيصي والتدخلات العلاجية والمتابعة والنتائج والمناقشة ومنظور المريض والموافقة المستنيرة. تم نشر مقالة تحتوي على شرح وتفصيل (دليل لكتابة تقارير الحالة باتباع إرشادات  العناية (CARE))  في مجلة علم الأوبئة السريرية في عام 2017 م.

## النشر
هناك العديد والكثير من الصحف الدولية تقوم بنشر تقارير الحالة، لكنها تقِيد العدد الذي يظهر في النسخ المطبوعة، وذللك بسبب التأثير السلبي على عامل تأثير المجَلة
تقارير الحالة غالباً يتم نشره على الإنترنت، في الغالب لا يزال هناك متطلبات للاشتراك حتى يتم الوصول إلى التقرير. ومع ذللك، يتم تخصيص أعداد متزايدة من الدوريات لنشر تقارير الحالة وحدها. وهي مفتوحة الوصول. أول من قام بالنشر (جراند راوند) وكان ذللك في عام 2001 م..
هناك عدد من مواقع الويب التي تسمح للمرضى بتسليم ونشر التقارير الخاصة بهم مع الآخرين. مثال: التقارير العلاجية والمرض المثلي

## استخدام المصطلح خارج العلوم
هذه الطريقة تستخدم أيضا لوصف المقالات الغير علمية غالبا تكون معدة لأسباب تعليمية.

## أشهر العلماء في مجال تقرير الحالة
1- (سجموند فرويد): قام بعمل تقارير تتعلق بالحالات العصبية من ضمنهم: (آنا. و، دورا، ليتل هانز. ولف مان، رات مان)
2- (فريدريك تيرفيز) قام بعمل تقرير عن (جوزيف ميرك) الملقب ب «رجل الفيل»
3- (بول بروكا) قام بعمل تقرير يتعلق ب اضطراب اللغة المتسبب في آفات نصف الكرة الأرضية الآسيوي عام 1860 مز.
4- (جوزيف رولز ديجيراين): قام بعمل تقرير يتعلق ب حالة اليكسا النقية
5- (ويليام ماكلنتيار) قام بعمل تقرير يتعلق بحالة الورم النخاعي المتعدد وقد تم اكتشافه في عام 1840 م.
6- (كرستيان بارنارد) قام بعمل أول تقرير في العالم يتعلق ب «زراعة القلب» 
7- (W. G. McBride) قام بعمل تقرير عت (الثاليدوميد) عام 1961 م.

## للمزيد عن هذا الموضوع
- Jamjoom, Aimun; Nikkar-Esfahani, Ali; Fitzgerald, J Edward (2010). "Writing a medical case report". BMJ. 340: b5274. doi:10.1136/sbmj.b5274
- idd, Michael; Hubbard, Charlotte (2007). "Introducing Journal of Medical Case Reports". Journal of Medical Case Reports. 1 (1): 1. doi:10.1186/1752-1947-1-1. ISSN 1752-1947. PMC 1839763. PMID 17411446.
- Richardson, Michael L.; Chew, Felix S. (2006). "Radiology Case Reports: a new peer-reviewed, open-access journal specializing in case reports". Radiology Case Reports. 1 (1): 1–3. doi:10.2484/rcr.v1i1.7. ISSN 1930-0433. PMC 4891400. PMID 27298670.
- "Talanow: A new interactive Radiology journal". Archived from the original on 2008-09-27

## روابط اضافية
http://www.care-statement.org/index.html نسخة محفوظة 4 ديسمبر 2016 على موقع واي باك مشين.